# 宣公 (斉)
宣公（せんこう、? - 紀元前405年）は、春秋戦国時代の斉の君主。姓は姜、諱は積。

## 生涯
斉の平公の子として生まれた。紀元前456年、平公が死去すると、後を嗣いで宣公が斉公として即位した。田盤（田襄子）が斉の宰相をつとめた。晋の趙無恤・魏駒・韓虎らが智瑶を攻め滅ぼして、智氏の領地を三分すると、田盤は趙・魏・韓と使者を通交させ、斉の外交関係を安定させた。田盤が死去し、田白（田荘子）が斉の宰相となった。紀元前413年、斉軍は晋を攻撃し、黄城を破壊し、陽狐を包囲した。紀元前412年、魯・葛および安陵を攻撃した。紀元前411年、魯の一城を奪った。この年、田白が死去し、田悼子が斉の宰相となった。紀元前408年、魯の郕を奪った。紀元前407年、鄭の大夫と西城で会合した。衛を攻撃し、毌を奪った。紀元前405年、宣公は死去し、子の康公が後を嗣いで斉公として即位した。